# Лягушка Амье
Лягушка Амье (лат. Amietia amieti) — вид бесхвостых земноводных из семейства Pyxicephalidae. Первоначально вид вносили в состав семейства настоящих лягушек. Является эндемиком Демократической Республики Конго. Встречается в влажных лесных низменностях и речках в тропической или субтропической зонах.